# 프레드리크 옌센 (축구 선수)
한스 프레드리크 옌센(핀란드어: Hans Fredrik Jensen, 1997년 9월 9일 ~ )은 수페르리가 엘라다 클럽 아리스 테살로니키와 핀란드 국가대표팀에서 미드필더로 활약하는 핀란드의 프로 축구 선수이다.
옌센은 트벤터에서 시니어 클럽 경력을 시작한 후 2018년 20세의 나이에 아우크스부르크와 계약했다.

## 구단 경력

### 트벤터
옌센은 트벤터에서 시니어 경력을 시작했다. 그는 2016년 8월 6일, 엑셀시오르와의 경기에서 2-1로 패배하는 동안 90분 내내 에레디비시 데뷔 전을 치렀다.

### 아우크스부르크
옌센은 2018년 20세의 나이에 아우크스부르크와 3백만 유로의 이적료로 5년 계약을 체결했다. 그는 2018년 10월 27일, 하노버와의 경기에서 68분 구자철을 대신해 교체 투입되어 분데스리가 데뷔 전을 치렀고, 2-1로 승리했다.
2023년 1월 20일, 옌센은 아우크스부르크와 재계약을 체결하며 2025년 6월 말까지 새로운 계약을 체결했다.
오랜 기간 경미한 부상과 기타 결장 후, 옌센은 2023년 10월 22일, 분데스리가 경기에서 선발 라인업으로 복귀하여 아우크스부르크의 하이덴하임과의 원정 경기에서 5-2로 승리하는 데 3개의 어시스트를 기록했다.

## 국가대표팀 경력
옌센은 2017년 3월 28일, 오스트리아와의 친선 경기에서 19세의 나이로 핀란드 국가대표팀에 데뷔하여 1-1 무승부를 기록하며 동점골을 넣었다. 이후 2018년 FIFA 월드컵 예선과 UEFA 유로 2020 예선 캠페인에 출전하여 핀란드가 본선 조별 리그에서 사상 첫 1위를 차지했다.
옌센은 2021년 5월 29일, 스웨덴과의 UEFA 유로 2020 대회 전 친선 경기에 소집되었다. 그는 UEFA 유로 2020 대회에서 두 개의 국제 경기에 출전했으며, 핀란드는 2021년 6월 21일, 벨기에에 2-0으로 패배한 후 B조 3위를 차지했다. 이후 대회에서 탈락했다.

## 사생활
옌센의 형 리카르드도 프로 축구 선수이며 애버딘에서 뛰고 있다. 옌센은 스웨덴어 사용 핀란드인 중 한 명이다.